# Catamecia
Catamecia é um gênero de traça pertencente à família Arctiidae.